# Henry John Adeane
Henry John Adeane (18 juin 1789 - 11 mai 1847) est un avocat et homme politique anglais.

## Biographie
Adeane est le deuxième mais premier fils survivant de Robert Jones Adeane de Babraham, Cambridgeshire, et Annabella Blake, fille de Sir Patrick Blake (1er baronnet) (en), de Langham Hall, Suffolk. Il est le petit-fils du général. James Whorwood Adeane. Il fait ses études au Trinity College de Cambridge.
Adeane est membre du Lincoln's Inn en 1810 et de l'Inner Temple en 1813. Il est admis au barreau en 1814. Il est député du Parlement du Royaume-Uni pour le Cambridgeshire de 1830 à 1832.

## Famille
Adeane épouse d'abord, le 24 octobre 1822, Katharine Judith (1804 - 27 juin 1825), fille de John King d'Aldenham House, Herts. Ils ont deux fils et une fille :
- Anne Adeane (1822-1900) célibataire.
- Robert Jones Adeane (1825-1826)

Il épouse en secondes noces, le 6 octobre 1828, l'hon. Matilda Abigail Stanley, fille de John Stanley (1er baron Stanley d'Alderley) d'Alderley Park (en), Cheshire. Ils ont trois fils et huit filles  :
- Matilda Annabella Maria Adeane (1829 - 11 septembre 1853)
- Robert Jones Adeane (9 septembre 1830 - 7 décembre 1853), décédé célibataire
- Henry John Adeane (1833-1870), député du Cambridgeshire, épouse Lady Elizabeth Philippa Yorke, fille de Charles Yorke (4e comte de Hardwicke)
- Alethea Louisa Maria Adeane (1830-1923), mariée au député Henry Grenfell (en)
- Lucy Elizabeth Adeane (1832-1904), épouse l'amiral Sir Edward Sotheby
- Emmeline Augusta Adeane (1835 - 27 novembre 1930), épouse le révérend Thomas Erskine, recteur de Steppingley, petit-fils de Thomas Erskine (1er baron Erskine) et arrière-petit-fils de Henry Erskine (10e comte de Buchan) [2]
- Edward Stanley Adeane (en) (1836-1902) épouse Lady Edith Isabella Dalzell, fille du comte de Carnwath
- Isabel Adeane (1839-1913), mariée à Robert Smith
- Louisa Amabel Adeane (1841-1894), épouse John Martineau
- Jane Henrietta Adeane (1842-1926), décédée célibataire
- Constance Maria Josepha Adeane (1845-1918), épouse Hugh Colin Smith, gouverneur de la Banque d'Angleterre, et leur fils aîné est Vivian Smith (1er baron Bicester) [3]
- Frederic Carus Adeane (1847 - 5 décembre 1852), mort jeune